# أبوسوم أندوفاي النحيل
أبوسوم أندوفاي النحيل (الاسم العلمي:Cryptonanus unduaviensis)، هو نوع من الأبوسوم يتواجد في بوليفيا.